# Imidazoline
Imidazoline of 2-imidazoline is een niet-aromatische organische verbinding met als brutoformule C3H6N2. Structureel gezien bestaat het uit een vijfring waarin twee niet-aanliggende koolstofatomen zijn vervangen door stikstofatomen. Een van de stikstofatomen is dubbel gebonden met een koolstofatoom (iminebinding). Imidazoline is structureel erg verwant met de guanidines en de amines.

## Toepassingen
Imidazoline speelt, zoals imidazool, een belangrijke rol als carbeenligand bij talrijke transitiemetalen. Het wordt onder meer teruggevonden als ligand in de tweede generatie Grubbs' katalysatoren.